# گئورگیوس اگریکولا
گئورگیوس اگریکولا (آلمانی: Georgius Agricola؛ (زادهٔ ۲۴ مارس ۱۴۹۴ در گلاوخاو – درگذشتهٔ در ۲۱ نوامبر ۱۵۵۵ در کمنیتس) یک دانشمند در زمینه کانی‌شناسی اهل آلمان بود.